# Schronisko obok Jaskini Gaudynowskiej
Schronisko obok Jaskini Gaudynowskiej, Schronisko w Dolinie Brodeł – schronisko na lewym brzegu potoku Brodła na Garbie Tenczyńskim będącym częścią Wyżyny Krakowsko-Częstochowskiej. Należy do wsi Brodła w województwie małopolskim, w powiecie chrzanowskim, w gminie Alwernia.

## Opis obiektu
Jaskinia znajduje się u zachodnich podnóży Gaudynowskiej Baszty. Od strony asfaltowej wąskiej drogi prowadzącej obok skały widoczne są dwa otwory. Po prawej stronie jest niski i szeroki otwór Jaskini Gaudynowskiej, po lewej wąski i wysoki otwór Schroniska obok Jaskini Gaudynowskiej. Znajduje się on na poziomie gruntu i jest szerszy dołem. Zaraz za otworem korytarz zakręca na prawo, w stronę Jaskini Gaudynowskiej, natomiast po lewej stronie znajduje się wysoka, ale krótka szczelina. Schronisko jest wysokie, ale krótkie, jego korytarz ma długość 4 m i przechodzi w niedostępną dla człowieka szczelinę.
Schronisko powstało na dwóch krzyżujących się z sobą pęknięciach skały wapiennej pochodzącej z okresu jury późnej. Brak w nim nacieków. namulisko tworzy wapienny gruz zmieszany z iłem. Schronisko jest w całości widne. Na ścianach rosną mchy i porosty.

## Historia poznania
Miejscowej ludności schronisko zapewne znane była od dawna. Nadal jest często odwiedzane – świadczą o tym pozostawiane na jego dnie śmieci. Po raz pierwszy wzmiankował go A. Kirkor w 1876 r. Po raz pierwszy obiekt opisał Kazimierz Kowalski w 1951 r. Opisał go wraz z Jaskinią Gaudynowską nadając im zbiorczą nazwę Schronisko w dolinie Brodeł. Dokumentację schroniska sporządził M. Pruc we wrześniu 1999 r. On też opracował plan schroniska.

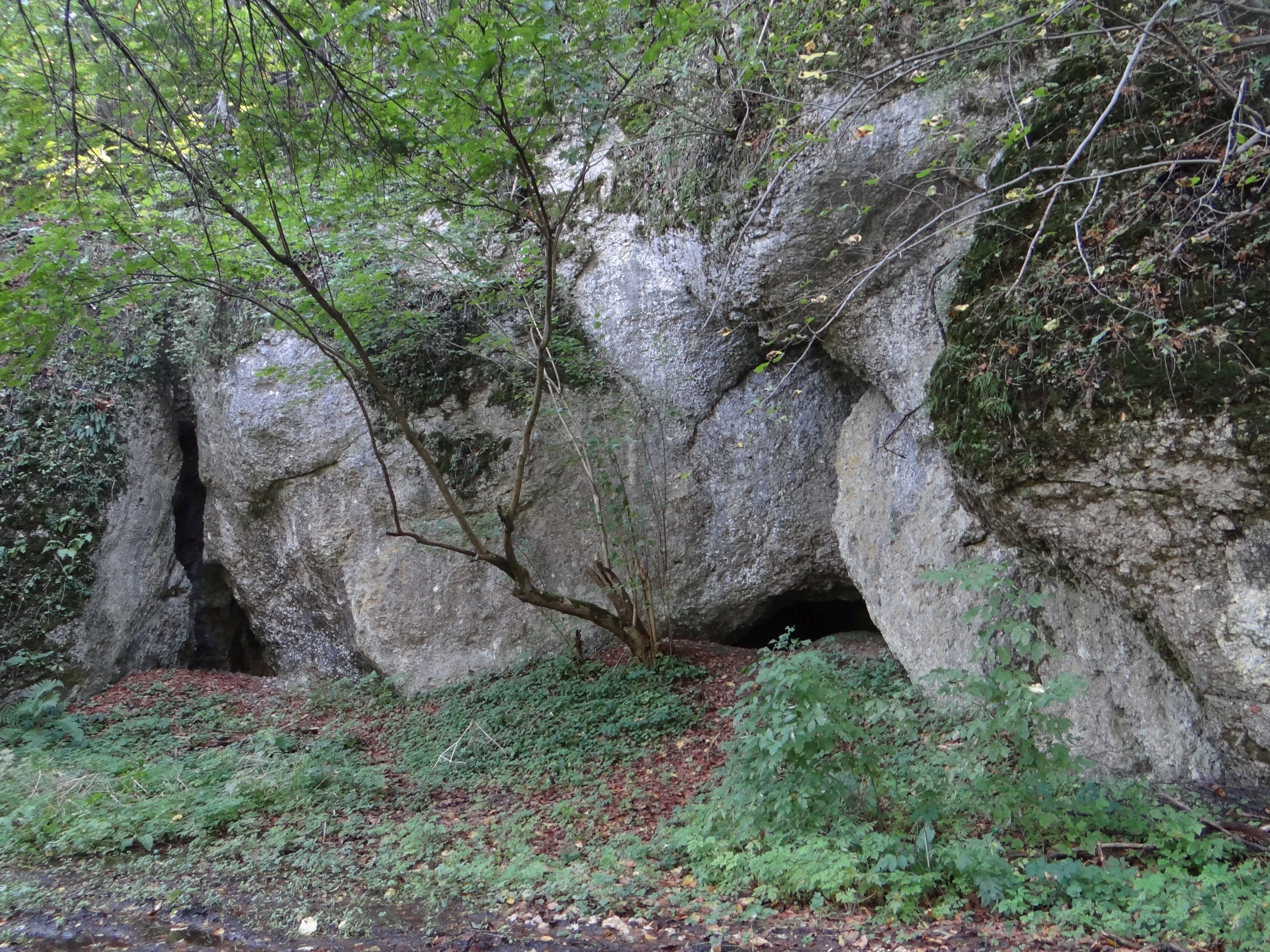
Otwory Jaskini Gaudynowskiej i Schroniska obok Jaskini Gaudynowskiej
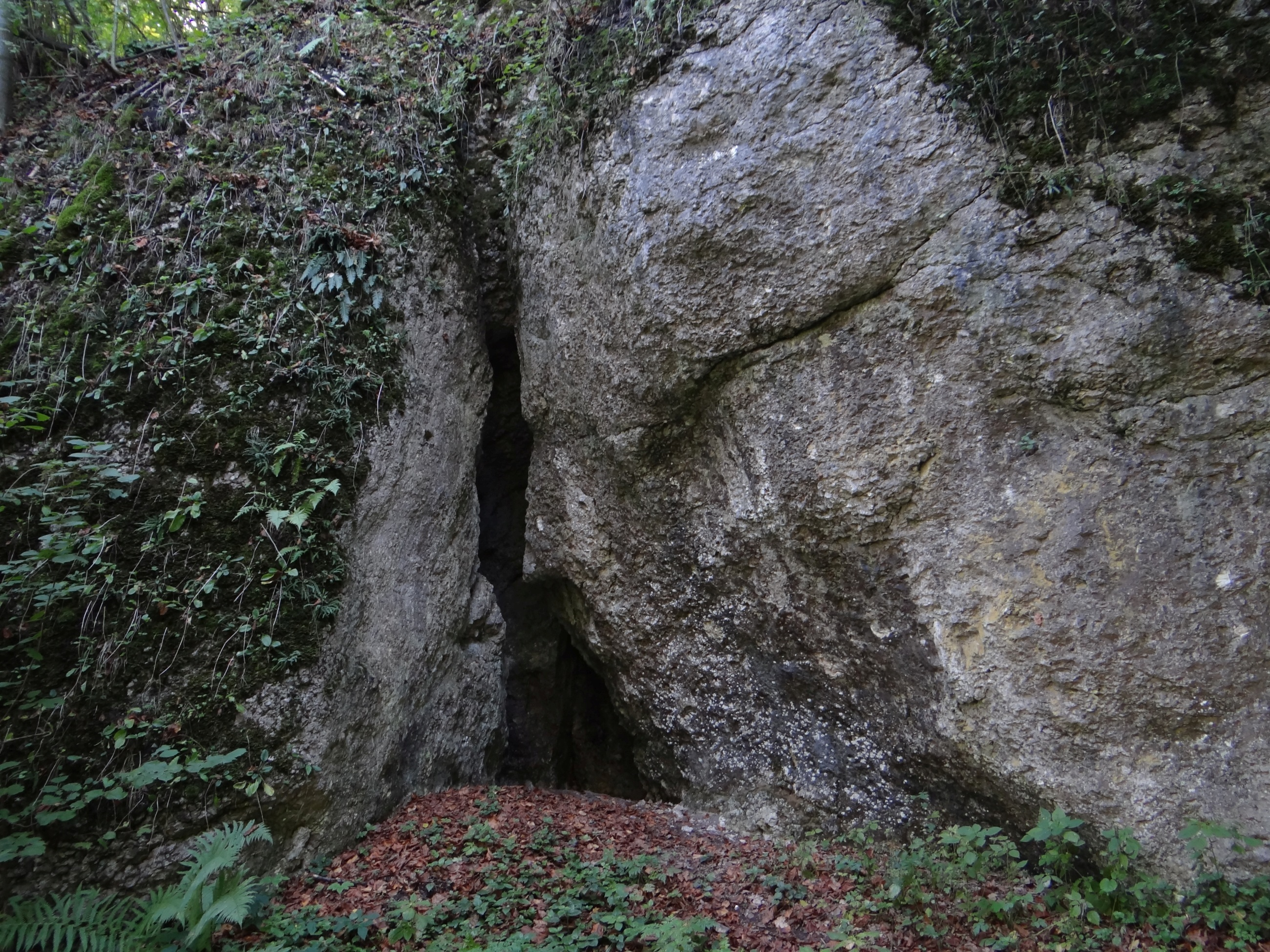
Otwór
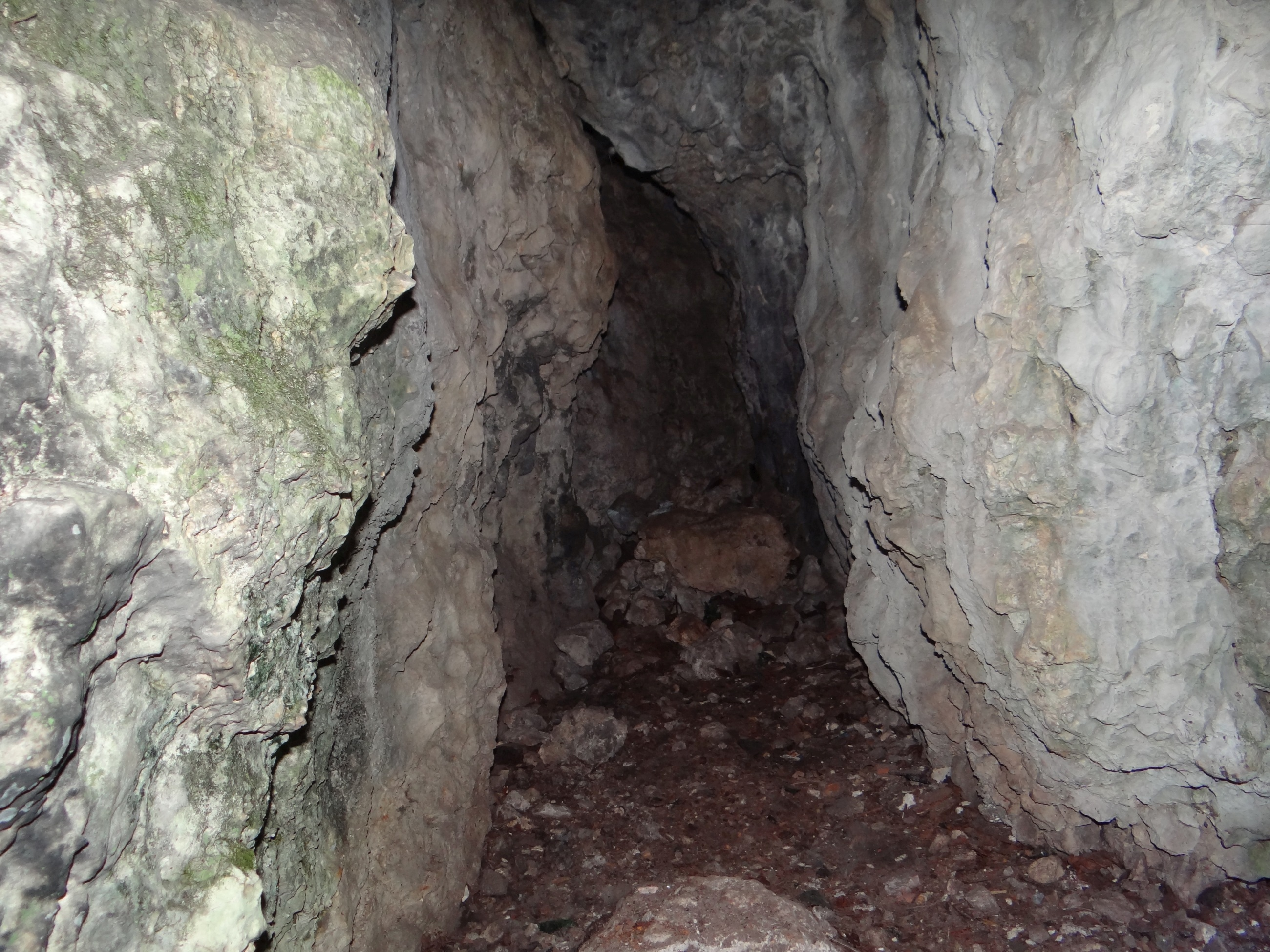
Wnętrze
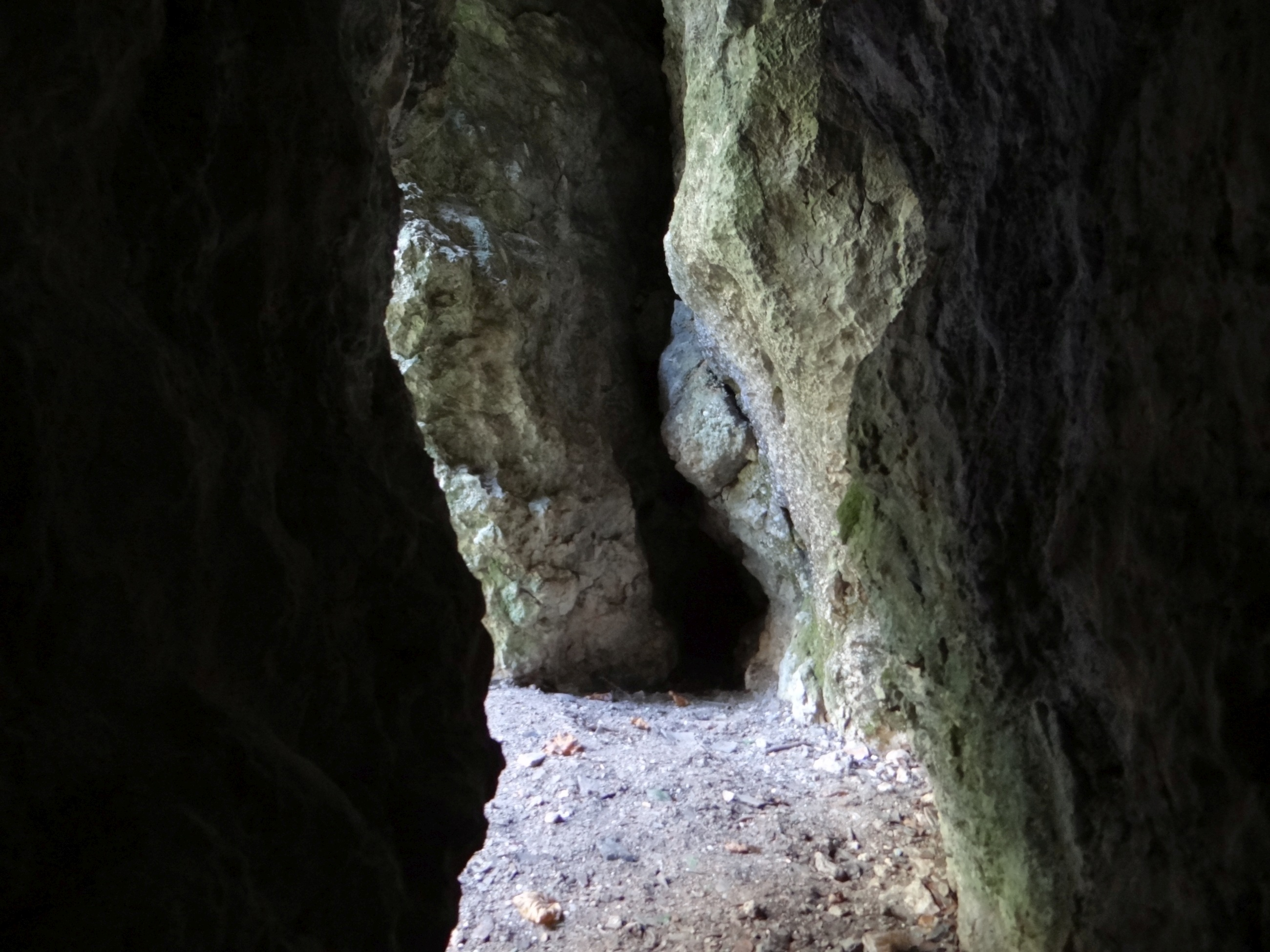
Korytarz za otworem
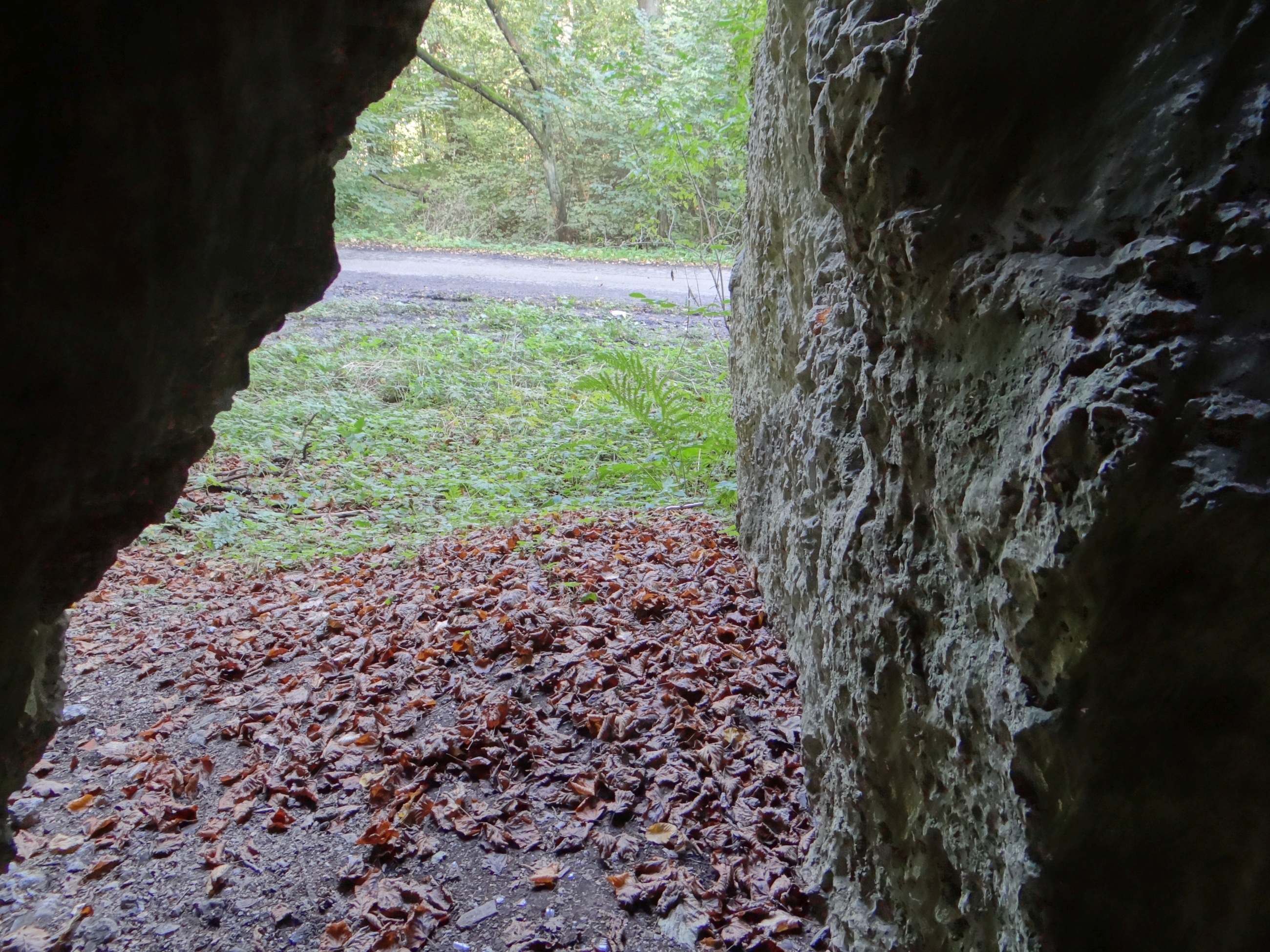
Widok z korytarza